# پربرزا
پربرزا (به صربی: Prebreza) یک منطقهٔ مسکونی در صربستان است که در بلاتسه واقع شده‌است. پربرزا ۳۲۹ نفر جمعیت دارد.